# Elke Thulke
Elke Thulke ist eine ehemalige deutsche Fußballspielerin. 

## Karriere

### Vereine
Thulke gehörte von 1979 bis 1985 dem KBC Duisburg als Abwehrspielerin an, mit dem sie je zweimal das Finale um die Deutsche Meisterschaft und um den Vereinspokal erreichte.
Am 15. Juni 1980 verlor sie auf der Vereinsanlage der SSG 09 Bergisch Gladbach gegen diese mit 0:5 das Finale um die Meisterschaft, gewann diese jedoch am 30. Juni 1985 im Duisburger Stadion an der Westender Straße mit 1:0 gegen den FC Bayern München.
Im Frankfurter Stadion am Bornheimer Hang gewann sie am 8. Mai 1983 mit 3:0 gegen den FSV Frankfurt den Pokalwettbewerb, den sie gegen diese Mannschaft zwei Jahre später im Olympiastadion Berlin mit 3:4 im Elfmeterschießen verlor.

### Auswahlmannschaft
Als Spielerin der Auswahlmannschaft des Fußballverbandes Niederrhein gewann sie das Finale um den Länderpokal gegen die Auswahlmannschaft des Fußballverbandes Mittelrhein, die am 9. Mai 1981 in Düsseldorf mit 2:0 bezwungen wurde, wie auch in dieser Höhe die Auswahlmannschaft des Fußballverbandes Rheinland am 21. April 1985 in Krefeld sowie die des Fußball- und Leichtathletik-Verbandes Westfalen am 13. April 1986 in Siegen mit 1:0.

## Erfolge
Auswahlmannschaft Niederrhein
- Länderpokal-Sieger 1981, 1985, 1986

KBC Duisburg
- Deutscher Meister 1985, -Finalist 1980
- DFB-Pokal-Sieger 1983, -Finalist 1985